# Привольное сельское поселение
Привольное сельское поселение — муниципальное образование в составе Кавказского района Краснодарского края России. 
В рамках административно-территориального устройства Краснодарского края ему соответствует Привольный сельский округ.
Административный центр — хутор Привольный.

## География
Площадь территории Привольного сельского поселения составляет 8197 га. Общая площади сельскохозяйственных угодий – 7453,7 га, земли личных подсобных хозяйств поселения составляют 285,0 га, из них 57 га — муниципальная собственность, предоставляемая гражданам для ведения личного подсобного хозяйства в аренду.

## Население
| 2010  | 2012  | 2013  | 2014  | 2015  | 2016  | 2017  |
| ----- | ----- | ----- | ----- | ----- | ----- | ----- |
| 1621  | ↘1611 | ↗1612 | ↘1601 | ↗1624 | ↘1615 | ↘1605 |
| 2018  | 2019  | 2020  | 2021  | 2023  |       |       |
| ↘1589 | ↘1580 | ↗1581 | ↗1615 | ↘1605 |       |       |

## Населённые пункты
В состав сельского поселения (сельского округа) входят 6 населённых пунктов:
| № | Населённый пункт | Тип населённого пункта | Население (чел.) |
| - | ---------------- | ---------------------- | ---------------- |
| 1 | Внуковский       | хутор                  | ↘442             |
| 2 | Восточный        | хутор                  | ↗126             |
| 3 | Красная Звезда   | хутор                  | →92              |
| 4 | Полтавский       | хутор                  | ↗142             |
| 5 | Прибрежный       | хутор                  | ↘45              |
| 6 | Привольный       | хутор                  | ↗769             |

## Сельское хозяйство
В аграрном комплексе осуществляют хозяйственную деятельность    акционерное общество ОАО «Мичурина» и 13 — КФХ и СПК. Основное направление в деятельности этих хозяйств — выращивание зерновых и технических культур. В наиболее крупном  сельскохозяйственном предприятии, ОАО «Мичурина» основными направлениями  являются растениеводство и свиноводство.
На начало и конец 2009 года число личных подсобных хозяйств было неизменным и составляло 619 подворий.